# Nagyberény
Nagyberény là một thị trấn thuộc hạt Somogy, Hungary. Thị trấn này có diện tích 23,14 km², dân số năm 2010 là 1366 người, mật độ 59 người/km².